# Малобурімська сільська рада
Малобурі́мська сільська́ ра́да — адміністративно-територіальна одиниця та орган місцевого самоврядування в Чорнобаївському районі Черкаської області. Адміністративний центр — село Мала Бурімка.

## Загальні відомості
- Населення ради: 919 осіб (станом на 2001 рік)

## Населені пункти
Сільській раді підпорядковані населені пункти:
- с. Мала Бурімка

## Склад ради
Рада складалася з 12 депутатів та голови.
- Голова ради: Тертишник Валерій Михайлович
- Секретар ради: Кравченко Ніна Степанівна

### Керівний склад попередніх скликань
| Прізвище, ім'я, по батькові  | Основні відомості                                                                       | Дата обрання | Дата звільнення |
| ---------------------------- | --------------------------------------------------------------------------------------- | ------------ | --------------- |
| Герасименко Валерій Іванович | Сільський голова, 1966 року народження, член Всеукраїнського об'єднання «Батьківщина»   | 26.03.2006   | 31.10.2010      |
| Тертишник Валерій Михайлович | Сільський голова, 1977 року народження, освіта середня спеціальна, член Партії регіонів | 31.10.2010   |                 |

Примітка: таблиця складена за даними сайту Верховної Ради України

### Депутати
За результатами місцевих виборів 2010 року депутатами ради стали:

#### За суб'єктами висування
| Суб'єкт висування | Кількість обраних депутатів | %    |
| ----------------- | --------------------------- | ---- |
| Партія регіонів   | 8                           | 66,7 |
| Самовисування     | 4                           | 33,3 |

#### За округами
| № округу        | Прізвище, ім'я, по батькові   | Дата визнання обраним | Освіта             | Партійна приналежність | Відомості про обраного депутата                        |
| --------------- | ----------------------------- | --------------------- | ------------------ | ---------------------- | ------------------------------------------------------ |
| Партія регіонів |                               |                       |                    |                        |                                                        |
| 1               | Тертишник Валентина Сергіївна | 05.11.2010            | середня спеціальна | позапартійна           | СТОВ «Маяк», обліковець                                |
| 3               | Базило Олександр Миколайович  | 05.11.2010            | середня спеціальна | позапартійний          | СТОВ «Маяк», бригадир тракторної бригади               |
| 5               | Бойко Світлана Володимирівна  | 05.11.2010            | вища               | позапартійна           | Малобурімська загальноосвітня школа І-ІІІ ст., вчитель |
| 6               | Базило Микола Іванович        | 05.11.2010            | середня            | позапартійний          | СТОВ «Маяк», завідувач автогаражем                     |
| 7               | Олійник Олександр Миколайович | 05.11.2010            | середня            | член Партії регіонів   | СТОВ «Маяк», охоронник                                 |
| 9               | Росенко Надія Володимирівна   | 05.11.2010            | вища               | позапартійна           | Малобурімська загальноосвітня школа І-ІІІ ст., вчитель |
| 10              | Базіло Ніна Олексіївна        | 05.11.2010            | вища               | позапартійна           | СТОВ «Маяк», бригадир рільничої ланки                  |
| 12              | Кравченко Ніна Степанівна     | 05.11.2010            | вища               | позапартійна           | Малобурімська сільська рада, секретар                  |
| Самовисування   |                               |                       |                    |                        |                                                        |
| 2               | Чонка Владислав Васильович    | 05.11.2010            | середня спеціальна | позапартійний          | СТОВ «Маяк», слюсар                                    |
| 4               | Плахота Євген Анатолійович    | 05.11.2010            | середня            | позапартійний          | СТОВ «Маяк», тракторист                                |
| 8               | Гангур Іван Петрович          | 05.11.2010            | середня            | позапартійний          | приватний підприємець                                  |
| 11              | Красуля Марія Якимівна        | 05.11.2010            | середня            | позапартійна           | тимчасово не працює                                    |